# Arctostaphylos osoensis
Arctostaphylos osoensis är en ljungväxtart som beskrevs av Philipp Vincent Wells. Arctostaphylos osoensis ingår i släktet mjölonsläktet, och familjen ljungväxter. Inga underarter finns listade i Catalogue of Life.